# Rubik’s Snake

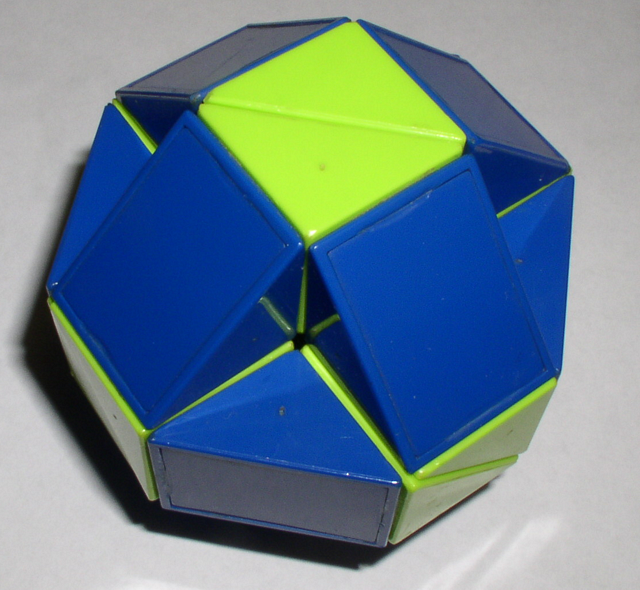
Der Ball

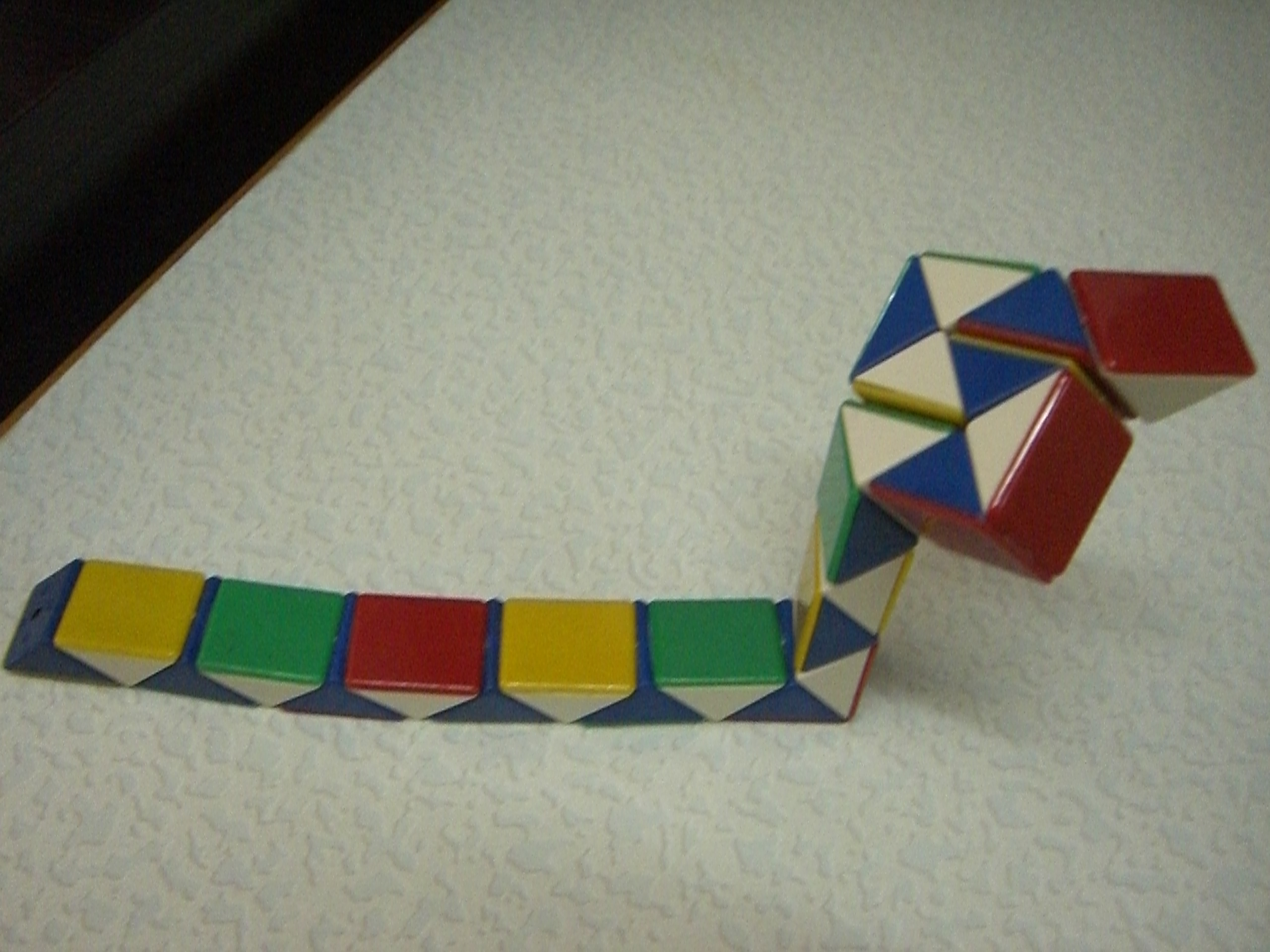
Beispiel-Figur: Schlange

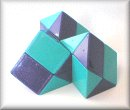
Beispiel-Figur: ThreePeaks

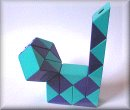
Beispiel-Figur: Katze

Rubik’s Snake (auch: Rubik’s Twist, Rubik’s Transformable Snake oder Rubik’s Snake Puzzle) ist ein Spielzeug, welches aus 24 hintereinander verbundenen, dreiseitig geraden Prismen besteht und von Ernő Rubik erfunden wurde. Die Prismen können zueinander verdreht werden, so dass verschiedene Formen und Figuren entstehen.
Ausgangspunkt ist meist die gerade Linie, aus der mit wenigen Drehungen Figuren wie eine Schlange, eine Katze, ein Hund, ein Ball und viele weitere fantasievolle Formen gebildet werden können.
Das Spielzeug erfordert keinerlei spezielle „Strategien“ und fördert Kreativität und räumliches Vorstellungsvermögen.

## Aufbau
Die 24 Prismen sind abwechselnd normal und auf dem Kopf liegend miteinander verbunden. Die Prismen können an den 23 Drehflächen jeweils vier um 90° versetzte stabile Positionen einnehmen. Meist sind die Prismen abwechselnd zweifarbig.

## Notation

### Anweisungsfolge zum Drehen
Die Beschreibung einer beliebigen Form oder Figur basiert auf einer Anweisungsfolge von Drehungen der Prismen.
Ausgangspunkt ist die gerade Linie, wobei die 12 unten liegenden Prismen von links nach rechts von 1 bis 12 nummeriert werden. Die linke und rechte Drehfläche dieser Prismen wird mit L und R bezeichnet. Die vier möglichen Positionen je Drehfläche werden mit 0, 1, 2 und 3 nummeriert (Verdrehung der Nachbar-Prismen zum liegenden Prisma). Die Nummerierung  ergibt sich aus der Sicht von rechts auf die Drehachse in Uhrzeigerrichtung. Die 0-Position entspricht der Ausgangsstellung und wird daher nicht extra notiert.
Jeder Drehung wird beschrieben durch:
1. Nummer des Prismas: 1 bis 12
2. linke oder rechte Prismen-Seite: L oder R
3. Position der Drehung: 1, 2 oder 3

- Beispiel für ThreePeaks

6R1-6L3-5R2-5L3-4R2-4L1-1R1-3L3-3R2-7L2-7R3-8L1-8R2-9L1-9R2-10L3-12R3-11L1-10R2
- Beispiel für Katze

9R2-9L2-8L2-7R2-6R2-6L2-5L3-4L2-3R2-2R2-2L2

### Maschinelle Verarbeitung
Die Positionen der 23 Drehflächen lassen sich auch direkt hintereinander schreiben. Die Positionen 0, 1, 2 und 3 ergeben sich hierbei immer aus der Drehung des rechten Prismas relativ zum linken Prisma bei Sicht von rechts auf die Drehachse in Uhrzeigerrichtung.
Diese Schreibweise ist jedoch für das manuelle Verdrehen ungeeignet, weil daraus nicht die Abfolge der Drehungen hervorgeht.
- Beispiel für ThreePeaks

10012321211233232123003
- Beispiel für Katze

02202201022022022000000

## Mathematik
Die Zahl der theoretisch verschiedenen Formen von Rubik's Snake beträgt
423 = 70 368 744 177 664 ≈ 7 · 1013
Sie ergibt sich aus der Anzahl der jeweils 4 Positionen der 23 Drehflächen.
Die tatsächliche Zahl der verschiedenen Formen ist geringer, da einige Konfigurationen räumlich unmöglich sind (weil sie mehrere Prismen erfordern würden, die denselben Raumbereich einnehmen). Peter Aylett berechnete durch eine erschöpfende Suche, dass 13 535 886 319 159 (≈ 1,4×1013 oder 14 Billionen) Positionen möglich sind, wenn Prismenkollisionen verboten sind oder eine Kollision durchlaufen werden muss, um eine andere Position zu erreichen; oder 6 770 518 220 623 (≈ 6,8×1012 oder knapp 6,8 Billionen), wenn Spiegelbilder (definiert als die gleiche Abfolge von Drehungen, aber vom anderen Ende der Schlange aus) als eine Position gezählt werden.